# Templo Ananda
El Templo de Ananda es un templo budista en Bagan, Birmania, construido en 1091, fundado por Kyansittha (1084-1113)  en 1105 durante la dinastía Pagan. El templo se conoce como la "Abadía de Westminster Birmana".

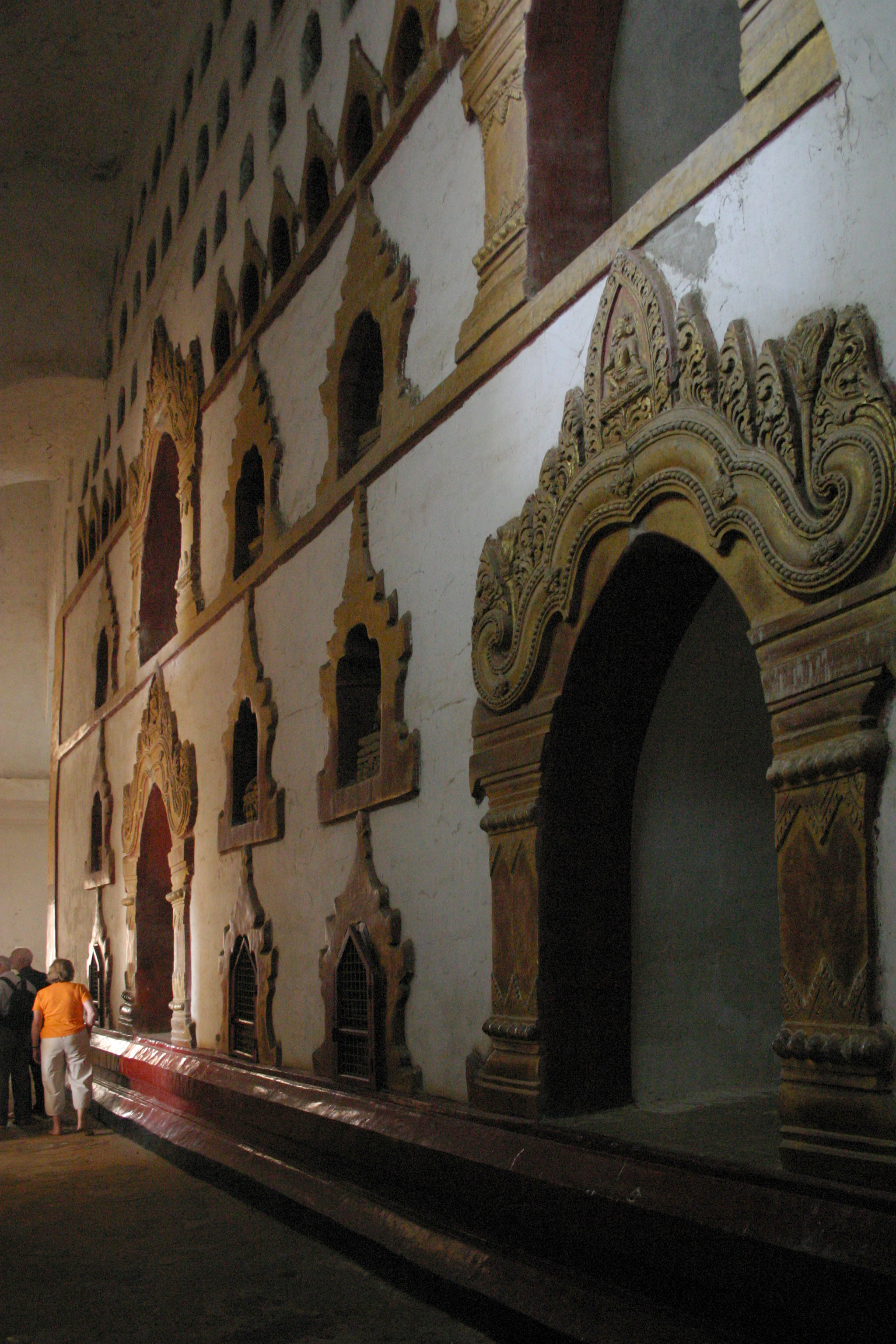
Frescos de las paredes internas.

La disposición del templo es cruciforme con varias terrazas que conducen a una pequeña pagoda en el tope, cubierta con una estructura llamada hti con forma de que es un adorno típico de las pagodas de Myanmar. El templo tiene cuatro Budas de pie a norte, sur, este y oeste.
Pudo reconstruirse casi por completo tras el terremoto de 1975.